# Sybilla av Normandie
Sibylla av Normandie, född 1092, död 12 eller 13 juli 1122 på ön Eilean nam Ban i sjön Loch Tay, var genom sitt äktenskap med Alexander I drottning av Skottland från 1107 till sin död.
Hon var utomäktenskaplig dotter till kung Henrik I av England och lady Sybilla de Corbet av Alcester. Äktenskapet var barnlöst men bedöms ha varit lyckligt, och Sybilla ska ha enligt dokumenten ha varit "mer än anmärkningsvärt from". Alexander gifte inte om sig efter hennes död, och ska ha påbörjat en process för att få henne helgonförklarad. Den samtida munken och historikern William av Malmesbury kritiserar Sybilla skarpt i sina verk.     